# 赛福鼎·艾则孜
賽福鼎·艾則孜（維吾爾語：سەيپىدىن ئەزىزى，拉丁维文：Seypidin Ezizi，1915年3月12日—2003年11月24日），维吾尔族，新疆阿图什人，中国共产党、中华人民共和国政治人物，原副国级领导人。曾任蘇聯扶持下成立的东突厥斯坦共和国、中國共產黨和中华人民共和国领导人。至今唯一维吾尔族新疆维吾尔自治区党委书记。

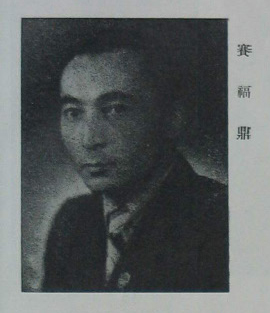
賽福鼎·艾則孜

## 生平

### 早期
賽福鼎·艾則孜出生于新疆阿图什市一個實業者家庭，曾就读于阿图什宗教小学。
1932年，参加南疆农民武装暴动，当过战士、秘书。
1934年，在阿图什小学任教员、校长。
1935年，在苏联塔什干中亚大学学习，1937年毕业回新疆，在盛世才办的乌鲁木齐政治训练班学习。
1938年至1943年，在新疆塔城报社工作，担任过编辑、主编，曾加入反帝联合会，任塔城专区反帝联合会组织干事，塔城维文会秘书长、副会长。

### 三区革命时期
1944年9月，盛世才被调离新疆後，賽福鼎·艾則孜参加了反对國民政府的伊宁事变（中国共产党称之为三区革命），并任东突厥斯坦共和国临时政府委员、教育厅副厅长、厅长，民族军军事法庭秘书、团长。
1946年，任东突厥斯坦共和国中央委员、宣传部长。三区各地游击队统编为民族军后，他负责组织创建了喀什团并兼任团长，率部多次进行战斗。賽福鼎·艾則孜还参与创建了東突厥斯坦革命青年團，并担任中央委员、宣传部部长。在此基础上，成立了东突厥斯坦革命党，他成为主要领导人之一，并兼任宣传部部长。
1945年10月，国民党方面派出张治中，三区方面派出热黑木江（团长）、阿不都哈依尔·吐烈、阿合买提江·哈斯木、赛福鼎·艾则孜等人组成的代表团，经过半年的谈判，最终在1946年4月制定了十一条和平条款，取消了“东突厥斯坦共和国”的名称，恢复伊犁、塔城、阿山三个专区的建制，后成立新疆省民主联合政府。赛福鼎·艾则孜出任委员兼教育厅厅长、民主选举监督组组长。
1947年8月，新疆保卫和平民主同盟成立，他当选为该同盟副主席兼宣传部部长和《前进报》总编，后任新疆保卫和平民主同盟代主席、主席。
1949年9月，赛福鼎作为新疆特邀代表团团长，到北京参加中国人民政治协商会议第一屆全體會議，当选中央人民政府委员、全国政协委员，并參加了開國大典。

### 中华人民共和国成立后
1949年10月15日，賽福鼎向中共中央遞交了入黨申請書，毛澤東親自批准了他的申請。同年12月27日，加入中国共产党，成为中共最早的新疆維吾尔族党员。1949年12月，任新疆人民政府副主席兼民族事务委员会主任、新疆军区副司令员。
1950年2月，陪同毛泽东、周恩来访问苏联，参加了《中苏友好同盟互助条约》的谈判、拟定和签字仪式。同年12月，与王震到准噶尔盆地等荒原为军垦部队选址，为驻疆部队的建设以及新疆生产建设兵团的建立和发展奠定了基础。
1951年，任中共中央新疆自治区委员会常委、民族部部长、统战部部长，新疆干部学校校长、中苏友好协会副会长、中巴（巴基斯坦）友好协会会长。1952年7月，任中共中央新疆自治区委员会第四书记。同年9月，任新疆民族区域自治筹备委员会副主任。1953年1月，任西北行政委员会副主席。同年8月，任新疆军区党委第三书记、新疆军区副司令员。
1954年，他当选为第一届全国人大代表。9月，他出席第一届全国人大第一次会议讨论宪法草案，期间并发言，同月当选为第一届全国人大常委会副委员长。同年12月，任新疆军区党委第二书记、新疆军区副司令员。
1955年2月，新疆自治区政协成立，他任主席。1955年10月1日，赛福鼎向中共中央提出：“自治不是给山川、河流的，而是给某个民族的”。因此，他主张“新疆自治区”应改为“新疆维吾尔自治区”。中共中央采纳了赛福鼎的意见，新疆维吾尔自治区成立，他任中共中央西北局委员、自治区党委第三书记。同年，当选为参加各国议会联盟的中国人大代表团执行委员会副主席。
1958年，任新疆维吾尔自治区党委第二书记。
文化大革命期间受到批判。
1968年后，他历任新疆维吾尔自治区革命委员会副主任、革命委员会核心领导小组副组长，自治区党委第二书记，自治区党委代理第一书记，自治区革命委员会代理主任，自治区党委第一书记，自治区革命委员会主任，新疆维吾尔自治区军区第一政委、党委第一书记，新疆维吾尔自治区生产建设兵团第一政委。
賽福鼎·艾則孜还曾任中国共产党第八屆中央候補委員，第九、十、十一、十二、十三屆中央委員，第十、十一届中央政治局候补委员，第一、二、三、四、五、六、七届全国人民代表大会常务委员会副委员长，中国人民政治协商会议第八届全国委员会副主席。第一、二、三屆國防委員會委員。
2003年11月24日逝世于北京，以民族习俗安葬于新疆维吾尔自治区乌鲁木齐市革命烈士陵园。

## 荣誉
由于賽福鼎·艾則孜的突出贡献，1955年，他被中华人民共和国授予中將軍銜，榮獲一級解放勛章。1994年8月，被授予中國人民解放軍獨立功勛榮譽章。

## 评价
中國共产党官方對賽福鼎·艾則孜的評價是「中國共產黨的優秀黨員，忠誠的共產主義戰士，黨和國家民族工作的卓越領導人，傑出的社會政治活動家，維吾爾族人民的優秀兒子」。

## 著作
賽福鼎·艾則孜著有长篇历史小说《苏图克·博格拉汗》，长篇纪实小说《天山雄鹰》，自传体小说《生命之歌》，历史歌剧剧本《阿曼尼莎罕》，小说散文集《神仙老人》、《光辉的岁月》等。